# Барановский, Дмитрий Ярославович
Дми́трий Яросла́вович Барано́вский (укр. Дмитро Ярославович Барановський; род. 28 июля 1979, Белая Церковь, Киевская область) — украинский легкоатлет, специалист по бегу на длинные дистанции и марафону. Выступал на профессиональном уровне в 2000-х и 2010-х годах, победитель и призёр ряда крупных стартов на шоссе, действующий рекордсмен Украины в марафоне, участник летних Олимпийских игр в Афинах.

## Биография
Дмитрий Барановский родился 28 июля 1979 года в городе Белая Церковь Киевской области Украинской ССР.
Впервые заявил о себе в лёгкой атлетике на международном уровне в сезоне 1997 года, когда с результатом 1:10:10 занял четвёртое место в полумарафоне в рамках Международного марафона мира в Кошице.
В 1998 году вошёл в состав украинской национальной сборной и выступил на юниорском мировом первенстве в Анси, где в беге на 5000 и 10 000 метров стал девятым и седьмым соответственно.
В 1999 году выступил в юниорской категории на чемпионате мира по кроссу в Белфасте, стартовал на молодёжном европейском первенстве в Гётеборге — был восьмым на дистанции 5000 метров и четвёртым на дистанции 10 000 метров.
Бежал 3000 метров на чемпионате Европы в помещении 2000 года в Генте, но в финал не вышел.
В 2001 году побывал на молодёжном европейском первенстве в Амстердаме, откуда привёз награды серебряного и золотого достоинства, выигранные в дисциплинах 5000 и 10 000 метров соответственно. Будучи студентом, представлял Украину на Универсиаде в Пекине, где в тех же дисциплинах занял седьмое и девятое места.
В 2002 году в беге на 5000 метров одержал победу на чемпионате Украины в Донецке.
Начиная с 2003 года практиковал марафонский бег, в частности в этом сезоне показал пятый результат на Франкфуртском марафоне (2:12:47).
В 2004 году закрыл десятку сильнейших Гамбургского марафона (2:12:34). Выполнив олимпийский квалификационный норматив, удостоился права защищать честь страны на летних Олимпийских играх в Афинах — стартовал в программе марафона, преодолел половину дистанции, после чего сошёл. В завершении сезона финишировал шестым на марафоне во Франкфурте (2:15:03).
В 2005 году стал пятым на Гамбургском марафоне (2:11:57), выиграл Фукуокский марафон (2:08:29). Занял 15-е место в зачёте полумарафона на Универсиаде в Измире.
В 2006 году был третьим на Венском марафоне (2:10:56), с ныне действующим национальным рекордом Украины 2:07:15 пришёл к финишу вторым на Фукуокском марафоне — уступил здесь только титулованному эфиопу Хайле Гебреселассие.
В 2007 году был шестым на Сеульском марафоне (2:10:51), отметился выступлением на Нью-Йоркском марафоне, где сошёл с дистанции.
В 2008 году занял 17-е место на Марафоне озера Бива (2:16:17), стартовал на Эйндховенском марафоне.
В 2009 году стал седьмым на Токийском марафоне (2:13:27) и третьим на Фукуокском марафоне (2:08:19).
В 2010 году показал 17-й результат на Бостонском марафоне (2:17:15), второй результат на Краковском марафоне (2:22:16), шестой результат на Фукуокском марафоне (2:13:40).
На Фукуокском марафоне 2011 года с результатом 2:12:08 пришёл к финишу седьмым, а в 2012 году десятым, показав время 2:13:23.
В 2013 году финишировал седьмым на Варшавском марафоне (2:12:46), стартовал на Франкфуртском марафоне.
В 2014 году был девятым на Варшавском марафоне (2:12:40). Бежал марафон на чемпионате Европы в Цюрихе, но сошёл здесь с дистанции. На завершавшем сезон Фукуокском марафоне также сошёл.
После некоторого перерыва в 2016 году вернулся в марафонский бег и в очередной раз пробежал Фукуокский марафон — с результатом 2:11:39 финишировал восьмым (вторым среди европейцев после россиянина Дмитрия Сафронова).
В 2017 году показал седьмой результат на Варшавском марафоне (2:17:18).
В 2019 году вновь бежал марафон в Варшаве, на сей раз показал время 2:33:50.